# Dan Reynolds
Dan Reynolds (Las Vegas, 1987. július 14. –) amerikai énekes, zenész és dalszerző, az Imagine Dragons együttes énekese, alapító tagja.

## Életpályája
1987. július 14-én született Las Vegasban, egy kilencgyerekes család hetedik gyermekeként. Szülei Christene M. ügyvéd és Ronald Reynolds író. Dan volt cserkész és misszionárius is. A Brigham Young Egyetemen végzett jeles eredménnyel, mielőtt zenei pályára állt.
2008-ban Andrew Tolman dobossal megalapította az Imagine Dragons együttest, amelynek énekese és frontembere lett. 2018-ig az együttes négy nagylemezt adott ki.

## Magánélete
2011. március 5-én feleségül vette Aja Volkman énekesnőt, akitől három lánya és egy fia született. Reynolds Bechterew-kórban és depresszióban szenved.